# Saururaceae
Las saururáceas (Saururaceae) son una familia de Angiospermas del Orden Piperales. Consta de 4 géneros y 6 especies, que se distribuyen por el este y sudeste de Asia y Norteamérica.

## Descripción
- Hierbas bianuales o perennes, rizomatosas, frecuentemente estoloníferas, aromáticas o picantes. Eléocitos presentes en diversas partes de la planta, aromáticas, con aceites esenciales; a menudo glándulas globulares presentes.
- Hojas alternas, simples, espirales a casi dísticas, glabras, pecioladas, enteras, usualmente oblongas a ovadas, cordadas a redondeadas en la base, pinnatinervias o palmatinervas, con estípulas intrapeciolares, muy largas en Houttuynia, vernación involuta. Estomas anomocíticos a ciclocíticos.
- Tallos articulados, con haces liberoleñosos colaterales en 1-2 anillos. Nudos 5- a multilacunares, con 5 o más rastros foliares.
- Inflorescencias terminales u opositifolias, densas, en espiga o racimo, con brácteas, las inferiores a veces agrandadas y petaloides, pareciendo la inflorescencia una única flor (pseudanto).
- Flores pequeñas, aclamídeas, hipóginas a epíginas, con simetría bilateral o dorsiventral, hermafroditas. Disco hipógino ausente. Androceo de 3,4,6 u 8 estambres libres o soldados a la base del ovario, filantéreos, opuestos a los carpelos, a veces pareados, en 1 o 2 verticilos (en este caso alternando), anteras grandes, basifijas, no versátiles, con 2 tecas introrsas (a veces extrorsas o latrorsas), cada teca 2-esporangiada, dehiscencia por hendiduras longitudinales. Gineceo unilocular de 3-5 carpelos paracárpicos (semicárpico en Saururus), súpero o semiínfero (ínfero, hundido en el raquis en Anemopsis), estilos 3-4(-5), separados, estigmas 3-4(-5), decurrentes, secos, papilosos, óvulos ortótropos a hemianátropos, bitégmicos, crasinucelados o tenuinucelados, 6-10 por placenta parietal, (1-)2-4 en Saururus, con placentación laminar-lateral.
- Fruto en cápsula apicalmente dehiscente (un esquizocarpo indehiscente, algo carnoso y monospermo en Saururus).
- Semillas con endospermo escaso y perispermo abundante, amiláceo, embrión muy pequeño.
- Polen inaperturado, o anasulcado, a veces tricotomosulcado, navicular a esférico, pequeño, exina tectada-columelada a psilada.
- Número cromosómico: 2n = 18, 22, 24, 44, 96.

## Ecología
Las flores carecen de néctar, pero son ligeramente olorosas y las visitan insectos, sobre todos dípteros Syrphidae. La mancha blanca de las hojas superiores parece actuar de atrayente de los mismos. Prefieren lugares húmedos y sombríos en bosques o hábitats pantanosos.

## Fitoquímica
Presentan lignanos, flavonoides, leucocianidinas y aceites esenciales.

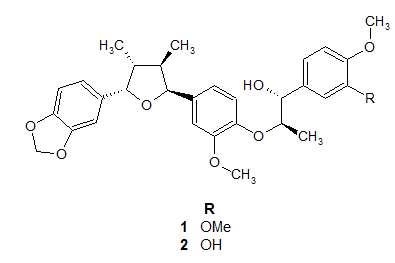
Lignanos de Saururus chinensis:
1. Saucerneol D 2. Saucerneol E.

## Usos
Diversas especies se usan en la farmacopea tradicional del este de Asia, p. ej. Saururus chinensis y Houttuynia cordata. El rizoma de esta última se consume como verdura. Saururus y Houttuynia tienen cierta aceptación como ornamentales.

## Posición sistemática

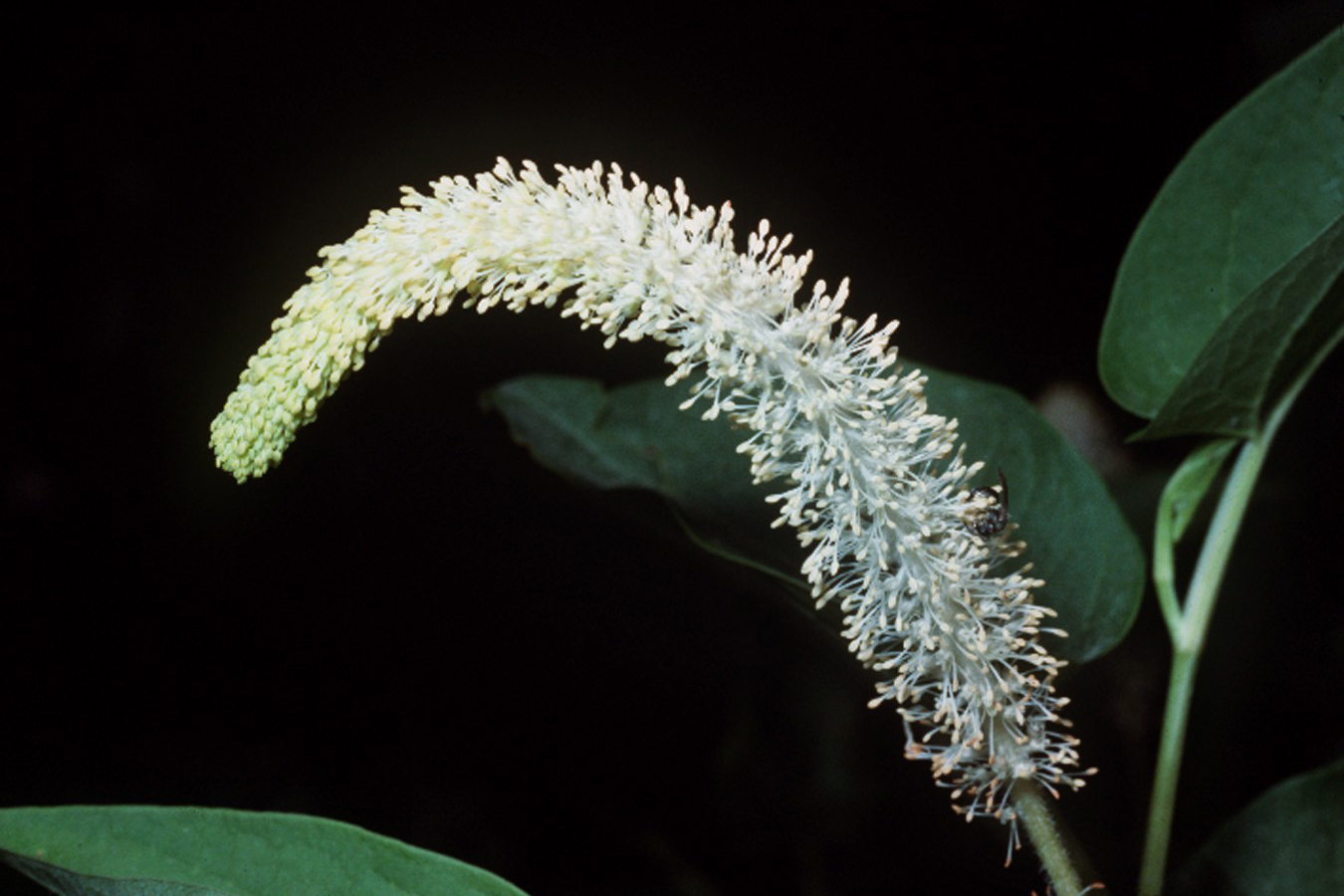
Inflorescencia de Saururus cernuus

Las saururáceas son un grupo primitivo de Angiospermas. En el pasado, se las ha considerado, junto con las piperáceas, directamente derivadas de las Magnoliales. Sin embargo, las inflorescencias en espiga, la ausencia de perianto y las simetría floral bilateral las distinguen perfectamente. El APW (Angiosperm Phylogeny Website) considera que forma parte del Orden Piperales, siendo el grupo hermano de las piperáceas (cf. AP-website).

## Táxones incluidos
Introducción teórica en Taxonomía
En los análisis filogenéticos morfológicos, la rama basal corresponde al género Saururus, que presenta los caracteres más primitivos. Sin embargo, en los análisis moleculares se recuperan dos clados hermanos, compuestos por Saururus + Gymnotheca y Houttuynia + Anemopsis (véase Neinhuis et al., 2005, en referencias).
Los géneros reconocidos pueden separarse mediante la siguiente clave:
- Gineceo semicárpico, con 4 carpelos libres apicalmente. Fruto en esquizocarpo indehiscente, algo carnoso y monospermo.

Saururus L., 1753. Asia oriental, este de Estados Unidos.
- Gineceo paracárpico, (3-)4(-5) carpelar, unilocular. Fruto en cápsula dehiscente apicalmente.

- Estambres (5-)6(-7), más cortos que los estilos. Carpelos 4 (con 4 estilos y 4 placentas). Peciolo tan o más largo que el limbo foliar.

Gymnotheca Decne., 1845. China y Vietnam.
- Estambres 3(-4) o 6(-8), más largos que los estilos. Carpelos 3(-4) (con 3(-4) estilos y placentas). Peciolo más corto que el limbo foliar.

- Hojas caulinares, palmatinervias. Estambres 3(-4). Ovario normal.

Houttuynia Thunb., 1783. Asia oriental y sudoriental.
- Hojas basales en su mayoría, una en el escapo, pinnatinervias. Estambres 6(-8). Ovario hundido en el raquis.

Anemopsis Hook. & Arn., 1840. Oeste de Norteamérica.